# Ipnopidae
Ipnopidae är en familj av fiskar. Ipnopidae ingår i ordningen laxtobisartade fiskar (Aulopiformes). Enligt Catalogue of Life omfattar familjen Ipnopidae 28 arter.
Familjens medlemmar förekommer i Atlanten, Indiska oceanen och Stilla havet. Arterna i släktet Ipnops saknar typiska ögon samt regnbågshinna. De andra släkten har medelstora till stora ögon.
Släkten enligt Catalogue of Life:
- Bathymicrops
- Bathypterois
- Bathytyphlops
- Ipnops

Olika sidor av Fishbase listar även släktet Bathysauropsis till familjen eller godkänner en egen familj för släktet.